# Euphaedra (Euphaedrana) eberti
Euphaedra (Euphaedrana) eberti es una especie de  Lepidoptera, de la familia Nymphalidae,  subfamilia Limenitidinae, tribu Adoliadini, pertenece al género Euphaedra, subgénero (Euphaedrana).

## Subespecies
- Euphaedra (Euphaedrana) eberti eberti
- Euphaedra (Euphaedrana) eberti hamus (Berger, 1940)
- Euphaedra (Euphaedrana) eberti hannoti

## Localización
Esta especie y subespecies de Lepidoptera se encuentra distribuida en Zaire y Uganda (África). 